# Incroyable mais vrai (film)
Pour l’article homonyme, voir Incroyable mais vrai.
 (novembre 2020).
Si vous disposez d'ouvrages ou d'articles de référence ou si vous connaissez des sites web de qualité traitant du thème abordé ici, merci de compléter l'article en donnant les références utiles à sa vérifiabilité et en les liant à la section « Notes et références ».
Pour plus de détails, voir Fiche technique et Distribution.
Incroyable mais vrai est un film français écrit et réalisé par Quentin Dupieux, sorti en 2022.
Alain et Marie forment un couple désireux d'enfin investir dans une maison. Lors de leur visite immobilière, l'agent immobilier les emmène au sous-sol et leur présente un conduit qui va bouleverser leurs vies.

## Synopsis
Alain et Marie sont en couple et ont décidé d'acheter une maison ensemble. Alain quitte son travail et rejoint Marie afin de visiter une maison, tout juste mise en vente. À la fin de la visite, l'agent immobilier tient à leur montrer une dernière chose dans le sous-sol, ce qu'il considère comme « le clou de la visite »: il s'agit d'un conduit mystérieux. D'abord hésitant, plus particulièrement Marie, le couple décide d'y entrer. Après avoir fermé la trappe et descendu l'échelle, ils se retrouvent à l'étage supérieur du pavillon, sous un ciel bleu, alors qu'il commençait à faire nuit. L'agent immobilier leur explique que le conduit permet de faire un saut temporel de 12 heures dans le futur (expliquant ainsi le ciel bleu). Plus incroyable encore, il ajoute que ce conduit permet aussi de rajeunir de 3 jours, bien qu'il n'ait pas d'explication sur ce phénomène.
Après la visite, le couple décide d'acheter la maison et Marie veut immédiatement réemprunter le conduit. Le lendemain, Alain fait visiter le pavillon à son patron Gérard, fan de voitures, et à sa compagne Jeanne, gérante d'une boutique de sous-vêtements, qui habitent à deux rues de chez eux. Sortant du conduit, Marie les rejoint et ils organisent tous les quatre un dîner improvisé. Après le repas, Gérard annonce à Alain et Marie qu'il s'est fait greffer un pénis électronique pour remplacer le sien et renforcer ses rapports sexuels en disant que c'est, selon lui, le futur. Alain, surpris de l'annonce, commence à révéler le secret de leur maison, mais Marie l'arrête de façon impérative.
En rentrant chez lui avec Jeanne, Gérard pense qu'Alain n'a pas été assez impressionné par son pénis électronique. Le lendemain, au travail, il le convoque et lui redemande ce qu'il en pense mais l'avis d'Alain reste inchangé. Entretemps, Marie installe un miroir à côté de la sortie du conduit après avoir rajeuni de 9 jours. Le soir même, elle demande à Alain s'il constate un changement en elle. Pourtant, il ne voit aucune différence. Vexée, Marie retourne aussitôt dans le conduit et ne supportant plus la situation, Alain la prévient qu'il va le fermer. Au même moment, chez lui, Gérard pense que c'est Marie qui n'a pas été impressionnée par son pénis. Jeanne lui demande d'arrêter de se focaliser là-dessus.
Le lendemain, Alain a des problèmes avec un dossier client qui traîne depuis un moment. Il en fait part à Gérard qui va prendre le dossier en main, ce qui le rassure. Gérard l'invite par la suite à une séance de tir pour se changer les idées. Cependant, un fusil à pompe trop puissant fait tomber Gérard à la renverse, ce qui endommage son pénis électronique. Sur le choc, Gérard fonce au Japon (car il a été installé là-bas) en demandant à Alain de donner les clefs de la maison à Jeanne pour qu'elle l'y attende. De plus, il lui demande de trouver une excuse pour son absence et de ne surtout rien dire concernant son pénis. Par conséquent, il ne pourra pas traiter le dossier problématique d'Alain. À la boutique, Jeanne ne croit pas Alain concernant Gérard et lui fait des avances, troublé il les décline, lui donne les clefs et rentre chez lui.
Marie revient du conduit avec une pomme pourrie, qu'elle avait jetée et qui est de nouveau intacte. Impressionnée, elle va voir Alain en lui disant que le rajeunissement fonctionne bel et bien sur tous les objets possibles. Alain continue de dire que le conduit ne l'intéresse pas et avoue à Marie qu'il a d'autres problèmes personnels sur le moment. Cependant, Alain commence à manger la pomme qui se révèle être encore pourrie à l'intérieur et des fourmis en sortent. À la suite de cela, ils vont consulter un docteur pour tenter d'en savoir davantage sur l'état de santé de Marie, qui s'avère préoccupant à cause de cette découverte. Néanmoins, Marie refuse toutefois d'abandonner d'emprunter le conduit. Une fois rentrés chez eux, elle menace Alain avec un couteau pour qu'il regarde si elle est composée de fourmis, ce qu'il refuse de faire, et lui explique qu'elle utilise le conduit pour devenir mannequin professionnel. Marie retourne dans le conduit aussitôt.
De son côté, Gérard, toujours coincé au Japon, demande à Alain d'offrir un cadeau à Jeanne de sa part, qui en choisit un au hasard la connaissant peu. Au même moment, Alain croise par hasard l'agent immobilier à la sortie du supermarché et lui demande si le conduit peut rendre fou. Il lui confirme que c'est bien le cas et il lui conseille de le boucher s'il n'en veut plus. Alain passe devant la boutique de Jeanne, la surprend en train d'embrasser une autre femme et ne va pas la voir.
Un montage sans paroles de quelques minutes résume les évènements qui se passent après la rencontre avec l'agent immobilier : concernant Gérard, il revient en France avec son pénis réparé et aux bras d'une Japonaise. Cependant, un court-circuit provenant de la batterie de sa voiture met le feu à celle-ci et à la suite de cela, il en rachète une nouvelle. N'étant plus en couple avec Jeanne, il épouse sa compagne japonaise (Marie n'est pas présente à la cérémonie contrairement à Alain) mais ils se séparent peu de temps après à cause de l'obsession de Gérard pour les femmes. Par la suite, il enchaîne les conquêtes amoureuses sans succès à cause de son obsession pour son pénis électronique. Finalement, ce dernier finit par prendre feu alors que Gérard est au volant de sa nouvelle voiture dont il perd le contrôle. La voiture part en tonneaux, ce qui coûte probablement la vie à Gérard.
De leur côté, Alain et Marie se disputent régulièrement à cause du conduit. Malgré les tentatives infructueuses d'Alain de le condamner, Marie finit par retrouver sa jeunesse et à devenir mannequin, tandis qu'Alain continue à mener la même vie qu'auparavant. Cependant, Marie ne trouve pas le succès et le bonheur qu'elle espérait et commence à perdre peu à peu la raison. À la suite de cela, Alain va voir l'agent immobilier et l'agresse, le portant responsable du mal-être de Marie. Après une crise clastique de Marie, il décide de la faire interner en hôpital psychiatrique et condamne définitivement le conduit.
Marie, désormais internée et ne disant plus un mot, s'ouvre la main avec un éclat de verre ; de l'ouverture sortent des fourmis (ce qui constitue un hommage à Luis Buñuel,). Elle montre sa main à une photo d'Alain en lui répétant sans cesse: « Tu te rends compte de ça ? Regarde ! Regarde ! ». Alain, en train de pécher à la ligne avec son chien, croit l'entendre et lui répond : « Oui, je m'en rends bien compte. »

## Fiche technique
Sauf indication contraire, les informations mentionnées dans cette section peuvent être confirmées par la base de données cinématographiques Unifrance,  présente dans la section « Liens externes ».
- Titre original : Incroyable mais vrai
- Réalisation, scénario, photographie et montage : Quentin Dupieux
- Musique : Andreas E. Beurmann (de) (extraits de l'album Jon Santo plays Bach)[3]
- Décors : Joan Le Boru
- Costumes : Isabelle Pannetier
- Son : Guillaume Le Braz
- Production : Mathieu Verhaeghe et Thomas Verhaeghe
- Sociétés de production : Atelier de Production ; Arte France Cinéma (France) et Versus Production (Belgique)
- Société de distribution : Diaphana Distribution (France)
- Budget : 4,6 millions d'euros
- Pays de production :  France
- Langue originale : français (et partiellement en japonais)
- Format : couleur — 2,35:1
- Genre : comédie fantastique
- Durée : 74 minutes
- Dates de sortie :
  - Allemagne : 11 février 2022 (Berlinale, avant-première mondiale)[4]
  - Belgique, France, Suisse romande : 15 juin 2022

## Distribution
- Alain Chabat : Alain Duval
- Léa Drucker : Marie Duval
- Benoît Magimel : Gérard
- Anaïs Demoustier : Jeanne
- Roxane Arnal : Marie, à l'âge de 19 ans
- Stéphane Pezerat : Franck Chaise, l'agent immobilier
- Grégoire Bonnet : Dr Urgent
- Marie-Christine Orry : Mme Lanvin, la voisine
- Michel Hazanavicius : le photographe de mode (non crédité)

## Production
Le tournage se déroule sur 7 semaines, du 7 septembre au 23 octobre 2020[réf. souhaitée].
La musique est tirée de l'album, sorti en 1976, Jon Santo Plays Bach de Jon Santo,, un des pseudonymes d'Andreas E. Beurmann (de). On reconnaît notamment la Badinerie de l'Ouverture no 2 en si mineur (BWV 1067).

## Accueil

### Accueil critique
En France, le site Allociné recense une moyenne de 3,5/5 pour 36 critiques presses.
Pour L'Humanité, « le sale gosse du cinéma français ne s’est pas assagi » ; 20 Minutes parle de « comédie foutraque et réjouissante », Le Monde, de « trou béant et verge artificielle se combinant à loisir pour tracer un tableau ubuesque de l’imaginaire pavillonnaire, aussi fruste qu’étroit du bulbe », Marianne, de « quatuor grotesque », Paris Match, d'un « hilarant Portrait de Dorian Gray sur l’inévitable putréfaction », GQ, de « film au mieux mineur, au pire artificiel, qui ennuie plus qu'il ne dérange par son absence de direction », Les Echos d'un « cinéma aussi astucieux que superficiel » et Première, de « l’aspect pseudo-cool de son cinéma mis à nu pour n’en révéler que la part grossière. » Libération estime que Dupieux, « dans cet exercice ô combien périlleux de comédie sur les crises de couple, (...) est épatant de justesse et parvient pour la première fois à quelque chose qu’on n’attendait plus de lui : nous émouvoir ».

### Box-office
Le jour de sa sortie en France, la comédie de Quentin Dupieux réalise 25 101 entrées (dont 4 997 en avant-première), pour 377 copies, se plaçant en tête du box-office des nouveautés devant une autre comédie française, Fratè. Au bout d'une première semaine d'exploitation le film atteint la 3e place du box-office, avec 133 330 entrées, derrière Top Gun: Maverick (471 870) et devant Champagne ! (68 518). La semaine suivante, avec 78 854 entrées supplémentaires, la comédie franchit les 200 000 entrées, mais tombe à la 6e place du box-office, derrière Black Phone (127 715) et devant L'Homme parfait (55 577).
| Pays ou région | Box-office      | Date d'arrêt du box-office | Nombre de semaines |
| -------------- | --------------- | -------------------------- | ------------------ |
| France         | 315 104 entrées | 16 août 2022               | 9                  |
| Total mondial  | 2 258 674 $     | -                          | -                  |

## Distinctions

### Récompense
- Festival international du film fantastique de Catalogne 2022 : Prix du meilleur scénario, ex æquo avec Fumer fait tousser.

### Sélection
- Berlinale 2022 : hors compétition